# 任应秋
任应秋（1914年—1984年），字鸿滨，男，四川江津人，中国中医学家，曾任北京中医学院教授、博士生导师，第五、六届全国政协委员。